# 세계 3대 도시
세계 3대 도시는 미국의 사회학자 사스키아 사센이 2001년 출판한 그의 저서 <<The Global City: New York, London, Tokyo>>에서 도입한 개념으로, 뉴욕, 도쿄, 런던을 가리킨다. 이 세 개의 도시는 한 국가의 중심 도시 개념을 초월해 경제, 정치, 문화, 인구, 교통 등 전 영역에서 전 세계에 영향을 끼치고 연결하는 최상위 도시라는 의미이다.

## 개념 역사
사스키아 사센이 세계 3대 도시 개념을 도입하기 전에도 역사적으로 세계 중심 도시에 대한 논의는 계속되었다. 과거에는 바빌로니아, 아테네, 로마 등이 세계의 중심 도시 역할을 하였다. 현대 국제 사회의 규칙이 정립되었다고 보는 20세기 2차 세계 대전 이후에는 뉴욕과 도쿄 두 도시를 세계 양대 최대 도시로 간주하였다. 왜냐하면 당시 전 세계에서 두 도시만이 인구 1,000만 명을 넘겼고, 세계적으로 가장 큰 영향을 미쳤기 때문이다. 이후 학자들은 뉴욕, 도쿄에 전통적인 금융 중심지 중 한 곳이자 유럽 최대 도시인 런던을 추가하여 오늘날의 세계 3대 도시 체계가 확립되었다.

## 인구
2020년대 기준 뉴욕의 인구는 약 870만 명, 도쿄도의 인구는 약 1,400만 명, 런던의 인구는 약 940만 명이다. 도시권 규모로는 도쿄도를 중심으로 한 일본 수도권은 4,300만 명, 뉴욕 도시권은 2,000만 명, 런던 도시권은 1,500만 명이다. 

## 경제
도쿄도를 중심으로 한 도시권은 세계에서 가장 거대한 세계 최대 광역 도시권이다. 경제 규모는 명목 GDP 2조가 넘는다. 도쿄 도시권에 이은 세계 2위의 뉴욕 도시권은 명목 GDP 1조 7000억 원에 달한다. 런던 도시권은 도쿄, 뉴욕 도시권에 미치지는 못하지만 명목 GDP가 1조 1천 억 달러 정도이며, 이는 프랑스 파리와 함께 유럽 최대의 규모이다.

## 금융
전통적으로 국제 금융 분야에서는 뉴욕과 런던이 매년 세계 1, 2위를 양분하고 있다. 도쿄도는 금융에서는 뉴욕 런던에는 미치지는 못하지만 항상 세계 10위 내 최상위권을 유지하고 있다. 2020년 국제금융센터지수(GFCI) 순위에 따르면 도쿄는 뉴욕, 런던에 이은 세계 3위를 차지했다.

## 각 도시의 강점
각 도시의 우열 순위가 아닌 '가나다 순'으로 배열되었습니다.

### 뉴욕
뉴욕은 현재 미국 최대의 도시를 넘어 유엔 본부가 위치해 있어 세계의 주요 현안들이 결정되는 외교의 장이다. 뉴욕은 세계의 수도라 불리며, 세계의 미디어, 문화, 패션, 방송, 경제, 금융 등 모든 부분에서 정점을 이루는 도시이다. 뉴욕의 월 스트리트는 세계 경제의 심장으로 수많은 기업들이 월가에 상장되어 있다. 브로드웨이는 세계 뮤지컬의 중심이며, 세계 4대 패션 위크 중 한 곳이 뉴욕 패션 위크이고, 각종 미국 주요 언론들도 이곳에 위치해 있다.

### 도쿄
일본의 수도이자 최대 도시인 도쿄는 세계에서 경제적으로 가장 거대한 도시권을 이룬다. 도쿄는 일본의 정치, 경제, 교육, 문화, 교통, 문화 등 모든 부분이 집중되어 있다. 경제적으로는 세계 최대 도시권이며, 금융 측면에서도 뉴욕과 런던에 이은 아시아 최상위권 도시에 속한다. 전통적으로 제조업과 첨단 산업이 크게 발달한 도시이며, 세계 최대의 전철, 지하철 등 여객용 철도 노선망을 자랑한다. 도쿄를 중심으로 한 일본 수도권의 전철 노선수만 100여 개가 넘는다. 세계에서 다국적 기업의 본사 수가 가장 많이 모여있는 도시이기도 하다.

### 런던
런던은 영국의 수도이자 최대 도시이다. 또한 유럽에서 파리, 로마와 함께 가장 많은 관광객을 유치하는 도시이다. 전통적으로 금융업이 발달한 도시로서 뉴욕과 함께 세계 금융 중심 도시를 양분하고 있다. 영국의 웨스트엔드는 뉴욕의 브로드웨이와 함께 세계 뮤지컬의 중심에 속한다. 또한 런던은 세계에서 유일하게 하계 올림픽을 3번이나 유치한 도시이다. 패션에서도 큰 영향을 끼치는 도시로, 세계 4대 패션 위크 중 하나가 런던 패션 위크이다.